# Nave scuola

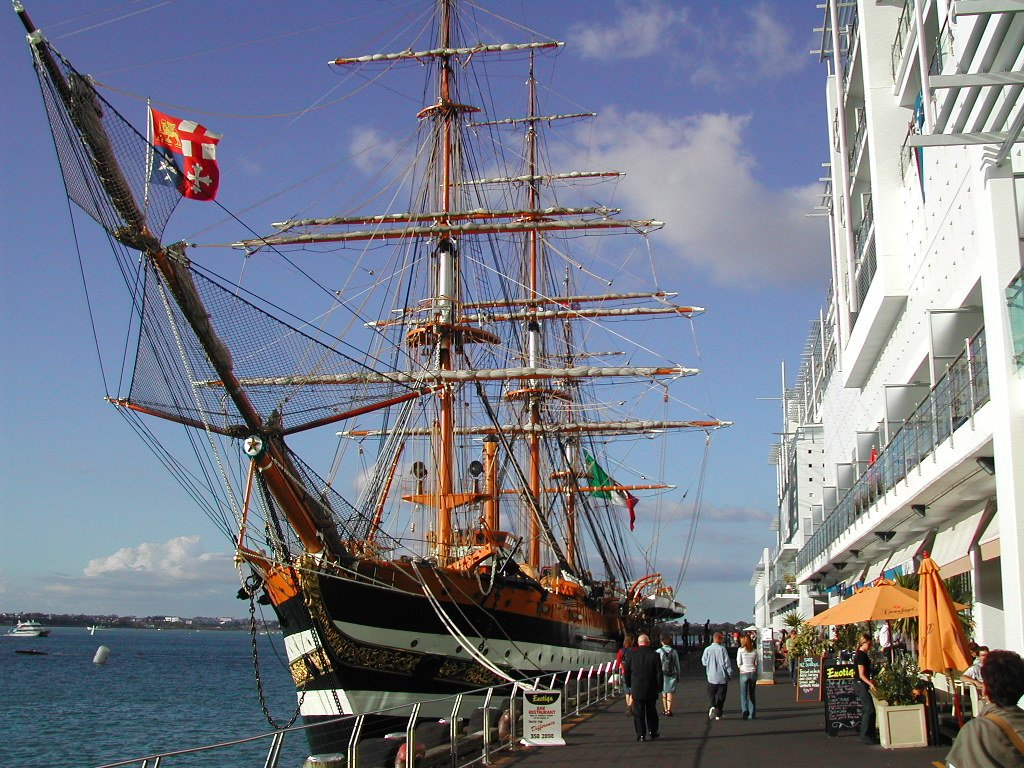
LAmerigo Vespucci a Auckland nel 2002

Una nave scuola è una nave sulla quale vengono addestrati degli allievi marinai per renderli esperti nella navigazione.

## Descrizione
Il termine è usato principalmente per indicare le navi (spesso velieri) impiegate per la formazione degli ufficiali e sottufficiali della Marina militare di vari paesi. Esistono però anche navi scuola usate per l'addestramento di ufficiali e marinai della Marina mercantile, di navi di linea e di navi da crociera.
Le navi scuola sono in gran maggioranza velieri adatti alla navigazione, ma vi sono anche navi scuola ancorate nei porti, dove gli allievi marinai possono seguire corsi teorici di nautica, preliminari alla navigazione vera e propria.

## Alcuni esempi

### Velieri
- La Amerigo Vespucci e la Palinuro, della Marina Militare Italiana
- La Gorch Fock II, della Marina militare tedesca
- La USCGC Eagle della United States Coast Guard
- La Nippon Maru II della Marina militare giapponese
- Il Sedov e la Mir della Russia
- Il Mircea della Forțele Navale Române
- La Juan Sebastiàn de Elcano della Marina militare spagnola
- Il Sagres III della Marina militare portoghese
- La Cuauhtémoc della Marina militare messicana

### Altri tipi di nave
- L'incrociatore Jeanne d'Arc, della Marina Militare Francese
- La portaelicotteri Jeanne d'Arc, della Marina Militare Francese
- Il cacciatorpediniere Netzahualcoyotl della Marina militare messicana
- Il cacciatorpediniere San Giorgio, della (Regia) Marina Militare (italiana)

## Altri usi del termine
Tale termine viene usato come appellativo con riferimento alle donne per indicarle come insegnanti del manuale "pratico" dell'amore ai non iniziati al sesso.